# 中山东路 (南京)
中山东路是位于南京市中心的一条长5公里、宽40米的交通干道，西起新街口广场，东至中山门，与西面的汉中路构成南京市的东西方向主轴线。与洪武路、太平路、龙蟠中路、黄埔路、御道街等干道相交。1929年兴建，是从下关中山码头直到中山陵全长20公里的迎陵大道的一部分。全路宽广笔直，两旁各有两排高大的悬铃木（法国梧桐），郁郁葱葱，遮天蔽日。西段是「中华第一商圈」新街口商圈的一部分；沿线特别是东段北侧集中分布一批优秀民国建筑，是南京市重点打造的景观道路。

## 民国建筑
- 中山东路1号——交通银行南京分行旧址，今市工商银行，江苏省文物保护单位[1]
- 中山东路3号——浙江兴业银行，今省工商银行，南京市文物保护单位
- 中山东路75号——中央通讯社旧址，今南京军区后勤部，南京市文物保护单位
- 中山东路128号——民国财政部旧址
- 中山东路145号——国民政府经济部旧址，今市体育局，南京市文物保护单位
- 中山东路237号——中央饭店，南京市文物保护单位
- 中山东路——正元实业社
- 逸仙桥
- 中山东路305号——中央医院旧址，今南京军区总医院，江苏省文物保护单位
- 中山东路307号——励志社旧址，今中山宾馆，江苏省文物保护单位
- 中山东路309号——国民党中央党史史料陈列馆旧址，今第二档案馆，全国重点文物保护单位
- 中山东路311号——国民党中央监察委员会办公楼旧址，今军事档案馆，全国重点文物保护单位
- 中山东路321号——国立中央博物院旧址，今南京博物院，江苏省文物保护单位